# Bruce Sandford
Bruce Sandford (ur. 18 lipca 1962 w Hamilton) – nowozelandzki skeletonista, mistrz świata.
Na Zimowych Igrzyskach Olimpijskich 1988 znalazł się w składzie reprezentacji bobslejowej, jednak nie wystąpił w żadnym wyścigu.
W 1992 roku został mistrzem świata. W pucharze świata kilkukrotnie zajmował miejsca tuż za podium.
Pod koniec grudnia 2009 roku został trenerem nowozelandzkiej kadry skeletonistów przygotowującej się do igrzysk w Vancouver.
Wuj Bena Sandforda, również skeletonisty, dwukrotnego olimpijczyka i brązowego medalisty MŚ 2012.